# Dżelada brunatna
Dżelada brunatna, dżelada (Theropithecus gelada) – gatunek ssaka naczelnego z podrodziny koczkodanów (Cercopithecinae) w obrębie rodziny koczkodanowatych (Cercopithecidae). 

## Systematyka

### Taksonomia
Gatunek po raz pierwszy zgodnie z zasadami nazewnictwa binominalnego opisał w 1835 roku niemiecki przyrodnik Eduard Rüppell, nadając mu nazwę Macacus gelada. Miejsce typowe to Haremat, Semien i Gojjam, Etiopia. Holotyp to zamontowana skóra i czaszka dorosłego samca (sygnatura SMF:MAMM:1011) ze zbiorów Senckenberg Naturmuseum we Frankfurcie; okaz zebrał w 1833 roku autor opisu. Podgatunek obscurus opisał formalnie w 1863 roku niemiecki odkrywca i ornitolog Theodor von Heuglin jako odrębny gatunek i nadając mu nazwę Theropithecus obscurus. Miejsce typowe to źródła rzeki Tekkezje, Etiopia. Materiał typowy to seria syntypów: zbiory Staatliches Museum für Naturkunde w Stuttgarcie – skóra (dawniej zamontowana) i czaszka dorosłego samca (sygnatura SMNS 581), zamontowany okaz dorosłego samca (sygnatura SMNS 1032), czaszka młodocianego samca (sygnatura SMNS 1033) oraz zamontowana skóra i czaszka młodocianego osobnika (SMNS 1034), okazy zebrane przez Heuglina w 1855 roku (SMNS 581) oraz w marcu 1862 roku (SMNS 1032, 1033, 1034); zbiory Rijksmuseum van Natuurlijke Historie w Lejdzie – czaszka i luźne kości na wpół dorosłej samicy (sygnatura RMNH.MAM.39130), zamontowana skóra (sygnatura RMNH.MAM.39131.b), czaszka i luźne kości samca (sygnatura RMNH.MAM.39131.a), zamontowana skóra (sygnatura RMNH.MAM.39132.b), czaszka i luźne kości samicy (sygnatura RMNH.MAM.39132.a), zamontowana skóra (sygnatura RMNH.MAM.39133.b), czaszka i luźne kości samicy (sygnatura RMNH.MAM.39133.a) oraz zamontowana skóra (sygnatura RMNH.MAM.39134.b), czaszka i luźne kości młodocianej samicy (sygnatura RMNH.MAM.39134.a), okazy zebrane przez Heuglina w marcu 1862 roku. Jedyny żyjący współcześnie przedstawiciel rodzaju dżelada (Theropithecus).
Taksonomia wewnątrzgatunkowa T. gelada wymaga dalszych badań, zwłaszcza jeśli chodzi o zasięg geograficzny podgatunków. Ewentualny trzeci podgatunek został odkryty w 1989 roku w prowincji Arsi (obecnie Oromia), ale nie został jeszcze formalnie opisany. Ten nieopisany takson jest prawdopodobnie synonimem opisanej w 1857 roku formy senex i występuje w południowo-zachodniej Etiopii (Oromia) na wschód od Wielkich Rowów Afrykańskich, wzdłuż wąwozów rzeki Uebi Szebelie.
Autorzy Illustrated Checklist of the Mammals of the World rozpoznają dwa podgatunki.

### Etymologia
- Theropithecus: gr. θήρ thēr „dzika bestia”; πιθηκος pithēkos „małpa”[24].
- gelada: nazwa używana przez ludy zamieszkujące Etiopię na określenie dżelady[25].
- obscurus: łac. obscurus „ciemny, mroczny”[26].

## Występowanie
Dżelada brunatna występuje w zależności od podgatunku:
- T. gelada gelada – dżelada brunatna – Etiopia (na północ od jeziora Tana i na zachód od rzeki Tekkezje).
- T. gelada obscurus – dżelada ciemna – Etiopia (na południe od jeziora Tana i na wschód od rzeki Tekkezje).

## Morfologia
Długość ciała (bez ogona) samic 50–65 cm, samców 69–75 cm, długość ogona samic 33–41 cm, samców 46–50 cm; masa ciała samic 12–16 kg, samców 20–30 kg. Sierść na grzbiecie ciemnobrązowa, na spodzie ciała jaśniejsza, szara lub szarawobiała. Otwory nosowe umiejscowione z boku nosa. Występuje charakterystyczne jasne obramowanie oczu. Ogon zakończony pędzlem. Z przodu długie włosy tworzą rodzaj płaszcza, skóra na piersi i gardzieli nieowłosiona, czerwona, o zabarwieniu i wyglądzie zależnym od cyklu płciowego samicy. U samców twarz okolona długimi bokobrodami, występuje bujna grzywa.

## Ekologia i rozród
Zamieszkuje skaliste i zakrzewione wąwozy górskie. Dżelady żywią się w 90% trawą, a przy jej niedoborze innymi roślinami, owocami i kwiatami. Poszukując pokarmu, wspinają się w ciągu dnia na wysokość 3000 m, aż po granice śniegu, gdzie znajdują się górskie łąki. Pokarm rozcierają zębami trzonowymi. Żyją w grupach rodzinnych, które na czas żerowania łączą się w większe stada liczące do 70 osobników. Przewodnikami stada jest kilka starych samców, które w razie niebezpieczeństwa wydają ostrzegawcze szczeknięcia. Atakowane stado broniąc się, obrzuca przeciwnika kamieniami. Grupa rodzinna złożona jest z jednego samca i kilku samic z młodymi. Dżelady prowadzą naziemny i dzienny tryb życia, w nocy śpią na skalnych półkach. Ciąża trwa 5–6 miesięcy. Młode rodzą się zwykle w czasie od lutego do kwietnia, dojrzałość płciową osiągają w wieku 5 lat. Długość życia w warunkach naturalnych nie jest znana. W niewoli odnotowano osobnika, który żył ponad 30 lat.

## Status zagrożenia
Gatunek był uważany za bliski zagrożenia wyginięciem (dawna kategoria LR/nt w klasyfikacji IUCN), głównie z powodu polowań i ograniczania siedlisk. Obecnie nie jest tak liczny jak w latach 70. XX wieku, ale nadal dość szeroko rozprzestrzeniony i stosunkowo liczny i w Czerwonej księdze gatunków zagrożonych Międzynarodowej Unii Ochrony Przyrody i Jej Zasobów został zaliczony do kategorii LC (ang. least concern ‘najmniejszej troski’).